# Méthode de la chaîne critique
En gestion de projet, la méthode de la chaîne critique (de l'anglais critical chain project management – CCPM) fait partie de la théorie des contraintes développée par Eliyahu M. Goldratt.
La gestion de projet habituelle utilise la méthode du « chemin critique », résultat du réseau, construit à partir des tâches, de leur durée, et de leurs interdépendances. Mais cette méthode ne tient pas compte de (1) la limitation des ressources et de (2) ce que certaines ressources doivent effectuer des tâches sur des chemins parallèles, donc concurrentes; ce chemin critique n’est ni réaliste, ni facile à respecter.
Une étude, sur les résultats de la gestion de projet avec l’approche Chaîne Critique, durant les six dernières années, a été réalisée par Gerald I. Kendall et Kathleen M. Austin. L’analyse s’appuie sur les rapports rendus public de 60 organisations de différentes tailles et différents domaines d’activités, qui ont utilisé cette méthodologie :
- Réduction de la durée des projets de 38,8 %, avec une plage qui varie entre 13,3 % et 77,8 %.
- Augmentation du nombre de projets terminés par période de temps de 70 % où le pire cas est une amélioration de 15 % contre 222 % pour le meilleur cas.
- Augmentation du Throughput de 52,9 % avec une plage qui varie entre 14 % et 150 %.

Ces résultats étonnants s'expliquent par la mauvaise performance de la gestion de projet (chiffres de 1995 ou 1998, aux États-Unis) :
- 44 % seulement des projets tiennent les délais ;
- la durée moyenne est 222 % celle prévue (pour le développement logiciel)[2] ;
- leur coût est 189 % celui prévu (toujours pour le développement logiciel)[2] ;
- 70 % ne respectent pas la portée ;
- 30 % des projets sont annulés avant d’être finis.

## Les limites de la méthode classique du chemin critique

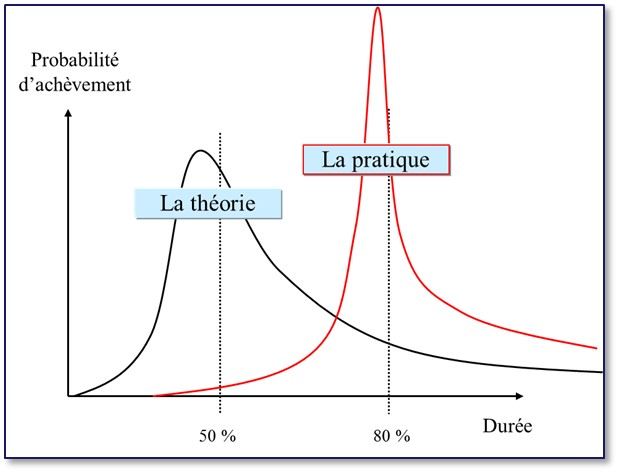

La méthode du chemin critique présente plusieurs inconvénients ou limites :
- le chemin critique, construit à partir de la dépendance des tâches, ne tient pas compte de :
  - la limitation des ressources (ce qui conduit souvent à une sur-utilisation de ces ressources, et oblige à un lissage, ou à un nivellement) ;
  - la nécessité pour certaines ressources d'effectuer des tâches sur des chemins parallèles, donc concurrentes ;
- le multi-tâches occasionne des pertes de temps considérables, puisqu'il faut toujours un temps d'adaptation à une tâche différente, d'autant que des éléments nouveaux ont pu apparaître depuis la dernière contribution de la ressource à cette tâche ;
- les retards souvent constatés dans les projets, et les difficultés rencontrées dans l'organisation (relationnelles et/ou liées à la gestion de projets) favorisent l'excès dans les précautions prises, une dose de méfiance mutuelle et des comportements contre-productifs, si bien que des effets pervers sont constatés comme :
  - la durée d’une tâche est généralement surestimée par des coussins (tampons) successifs, réserve provisionnée par chaque personne intervenant dans l’évaluation. Ainsi, la théorie devrait nous montrer que la majorité des tâches ont une durée médiane définie par la méthode de calcul PERT : (Durée optimiste + 4*Durée probable + Durée pessimiste) / 6 . Or, la pratique nous met en avant d'autres comportements comme la loi de Parkinson.
  - une tâche n’est généralement pas terminée en avance, même quand c’est possible (il est fait référence de façon humoristique à la loi de Parkinson, elle-même inspirée de la loi d'Avogadro ou « loi des gaz parfaits » : un gaz parfait placé dans un réservoir occupe toute la place disponible comme le ferait tout être humain à qui on demande de faire quelque chose pour une date donnée : tout le délai sera utilisé, même si cela n’est pas nécessaire).

## Principes de base de la méthode
La méthode de la chaîne critique a été créée par Eliyahu M. Goldratt, elle a été décrite par son auteur, en français, pour la première fois, tardivement en 1997, dans son livre Critical Chain. Pour dépasser ces limites, notamment en mettant l’accent sur les ressources (humaines) nécessaires à la réalisation des tâches, il faut :
- mieux estimer la durée des tâches, éviter l’empilement des tampons, et accélérer la réalisation du projet ;
- augmenter la capacité de gestion du projet, par le chef de projet, en aidant au pilotage quotidien, grâce à des tampons globaux ;
- diminuer la vulnérabilité du projet aux aléas, et mieux respecter les dates butoirs, sans stress inutile ;
- pour les ressources : prévenir les conflits de priorités, entre projets et entre tâches du projet ;
- limiter le multi-tâche, les pertes de temps et frustrations associées ;
- libérer le chef de projet de la surveillance de détails, et augmenter sa focalisation sur l’essentiel du projet.

Cette méthode est une application de la théorie des contraintes (TOC en anglais, acronyme de Theory Of Constraints, internationalement utilisé dans toutes les langues).

## Avantages constatés de la théorie des contraintes
Les projets sont à l’heure et conformes au budget dans 95 % des cas, quand la méthode de la chaîne critique est appliquée correctement.
La méta-analyse de Mabin et Balderstone, en 1998, de 78 cas publiés mentionne que l’application de la Théorie des Contraintes permet :
- une réduction en moyenne de 69 % des délais ;
- une réduction en moyenne de 66 % de temps de cycle ;
- une réduction en moyenne de 50 % des stocks nécessaires ;
- et une augmentation moyenne des revenus de 68 %.